# Copa Libertadores (Futsal)
Seit 2002 wird von der CONMEBOL die offizielle Futsal-Südamerikameisterschaft, seit 2014 (span.: Copa Libertadores de Futsal), für Klubs ausgetragen. Die Austragungen 2000 und 2001 hatten lediglich inoffiziellen Charakter.

## Die Endspiele und Sieger
| Saison | Austragungsort             | Sieger                                  | Ergebnis                                | Finalist                                |
| ------ | -------------------------- | --------------------------------------- | --------------------------------------- | --------------------------------------- |
| 2000   | Rio de Janeiro (Brasilien) | Internacional Porto Alegre              | 6:5                                     | CR Vasco da Gama                        |
| 2001   | Carlos Barbosa (Brasilien) | EC Banespa                              | 6:5                                     | Carlos Barbosa                          |
| 2002   | Valera (Venezuela)         | Carlos Barbosa                          | 7:4 / 9:6                               | Pumas del Ávila                         |
| 2003   | Carlos Barbosa (Brasilien) | Carlos Barbosa                          | 8:2 / 5:1                               | Nacional Montevideo                     |
| 2004   | Lima (Peru)                | AD Jaraguá/Malwee Futsal                | 13:8 / 5:1                              | Deportivo Kansas                        |
| 2005   | Itauguá (Kolumbien)        | AD Jaraguá/Malwee Futsal                | 6:5 / 3:2                               | Universidad Autónoma de Asunción        |
| 2006   | Fusagasugá (Brasilien)     | AD Jaraguá/Malwee Futsal                | 5:2 / 8:3                               | Independiente Santa Fe                  |
| 2007   | Jaraguá do Sul (Brasilien) | AD Jaraguá/Malwee Futsal                | 7:1 / 6:2                               | Bello Jairuby                           |
| 2008   | Jaraguá do Sul (Brasilien) | AD Jaraguá/Malwee Futsal                | 11:4 / 10:2                             | Deportivo Táchira FC                    |
| 2009   | Misiones (Argentinien)     | AD Jaraguá/Malwee Futsal*               | /                                       | Bello Jairubi                           |
| 2010   | La Guaira (Venezuela)      | Carlos Barbosa                          | 8:0 / 8:1                               | Club La Riviera Vargas SC               |
| 2011   | Encarnación (Paraguay)     | Carlos Barbosa                          | 8:0 / 8:1                               | Athletico Paranaense                    |
| 2012   | Nicht ausgetragen          | Nicht ausgetragen                       | Nicht ausgetragen                       | Nicht ausgetragen                       |
| 2013   | Orlândia (Brasilien)       | ADC Intelli                             | 7:2 / 4:1                               | Itagüí FC                               |
| 2014   | Erechim (Brasilien)        | CER Atlântico                           | 3:2                                     | Boca Juniors                            |
| 2015   | Itapetininga (Brasilien)   | Brasil Kirin                            | 5:1 / 4:2                               | Real Bucaramanga                        |
| 2016   | Asunción (Paraguay)        | Club Cerro Porteño                      | 4:2                                     | AD Jaraguá                              |
| 2017   | Lima (Peru)                | Carlos Barbosa                          | 2:1                                     | Club Cerro Porteño                      |
| 2018   | Carlos Barbosa (Brasilien) | Carlos Barbosa                          | 4:1                                     | Joinville Futsal                        |
| 2019   | Buenos Aires (Argentinien) | Carlos Barbosa                          | 3:1                                     | Club Cerro Porteño                      |
| 2020   | Montevideo (Uruguay)       | Abgesagt aufgrund der COVID-19-Pandemie | Abgesagt aufgrund der COVID-19-Pandemie | Abgesagt aufgrund der COVID-19-Pandemie |
| 2021   | Montevideo (Uruguay)       | San Lorenzo de Almagro                  | 4:3                                     | Carlos Barbosa                          |
| 2022   | Buenos Aires (Argentinien) | Cascavel Futsal Clube                   | 3:1                                     | Peñarol Montevideo                      |
| 2023   | Caracas (Venezuela)        | Cascavel Futsal Clube                   | 3:1                                     | Joinville Futsal                        |
| 2024   | Tortuguitas (Argentinien)  | Magnus Futsal                           | 4:2                                     | Barracas Central                        |
| 2025   | Asunción (Paraguay)        |                                         |                                         |                                         |

*AD Jaraguá/Malwee Futsal zum Sieger erklärt.